# ヤン・ブエノ・コウト
ヤン・コウト（Yan Couto）ことヤン・ブエノ・コウト（ポルトガル語: Yan Bueno Couto、2002年6月3日 - ）は、ブラジル・クリチバ出身のプロサッカー選手。ブンデスリーガ・ボルシア・ドルトムント所属。ブラジル代表。ポジションはDF。

## クラブ歴
コリチーバFCの下部組織出身。2019年にはガーディアンにNext Generation 2019の一人として取り上げられた。そして2020年にトップチームに昇格した。同年2月22日のカンピオナート・パラナエンセで35分にパトリキに代わって投入され、プロ初出場。アーセナルFCやFCバルセロナへ移籍するのではないかと言われていたが、同年3月3日に夏から5年契約でマンチェスター・シティFCに加入すると発表された。
9月25日に同じシティ・フットボール・グループのジローナFCへの期限付き移籍が発表され、既にアリヤネット・ムリッチ、パブロ・モレノをマンチェスター・シティから期限付き移籍で獲得していたジローナは、同クラブから3人目を借りた事となった。
2021-22シーズンはSCブラガへのローン移籍が決定。
2022年7月25日、ジローナFCにレンタル移籍で復帰した。
2023-24シーズンのリーグ戦では1ゴール10アシスト記録し、クラブ史上最高順位の3位達成に貢献したことで、レアル・マドリードや、ボルシア・ドルトムントなとが興味を示した。
2024年8月3日、ブンデスリーガのボルシア・ドルトムントにローン移籍することが発表された。

## 代表歴
U-17代表として2019 FIFA U-17ワールドカップに出場した。
2024年8月24日、A代表に選出された。